# Брейтовское сельское поселение
Брейтовское сельское поселение — муниципальное образование в Брейтовском районе Ярославской области, Административный центр — село Брейтово.

## География
Брейтовское сельское поселение примыкает к северо-западной части Рыбинского водохранилища. Географическая площадь территории Брейтовского сельского поселения составляет 670 км², периметр — 335 км.
На севере граница Брейтовского сельского поселения совпадает с границей между Брейтовским муниципальным районом Ярославской области и Вологодской областью, на юге — с границей между Брейтовским и Некоузским муниципальными районами Ярославской области, на юго-западе — с границей между Брейтовским муниципальным районом Ярославской области и Тверской областью, на западе Брейтовское сельское поселение граничит с Прозоровским сельским поселением, на востоке — с Гореловским сельским поселением. На северо-востоке основной территории Брейтовского сельского поселения расположено Рыбинское водохранилище; к поселению относится и полуостров, отделённый от остальной территории Ярославской области и Брейтовского района водохранилищем и принадлежащий Дарвинскому биосферному заповеднику.
Рельеф территории во многом носит отпечаток деятельности ледника. В целом рельеф имеет низменный равнинный характер. В настоящее время большая часть территории заболочена. Плоский рельеф слабо расчленён негустой гидрологической сетью. Среди болотных массивов разбросаны небольшие озера.
По комплексу физико-географических условий северо-западное побережье Рыбинского водохранилища представляет собой крайний юго-восточный форпост озёрного фенноскандийского ландшафта, выклинивающегося через Вологодское поозерье к Молого-Шекснинской низменности. Наибольшее влияние на эту территорию оказало последнее, Валдайское оледенение, юго-восточная граница которого проходила по территории Дарвинского заповедника. Низменность лежит в широком понижении ложа коренных пермско-триасовых отложений, опущенных на глубину 40—80 м. Днище коренных пород покрыто маломощным (4—6 м) слоем морены, но местами её мощность резко возрастает до 10—15 м и даже до 20—25 м. Выше залегает толща озёрно-аллювиальных отложений, которая разделяется на два слоя. Это осадочные породы, скопившиеся на дне древнего озера за время его существования. Нижний слой состоит из зеленовато-серых с вивианитовыми пятнами суглинков и глин, сильно гумусированных, местами сапропелистых, мощностью от 5 до 30 м. Вверху они часто переслаиваются или замещаются песком. Верхний слой представлен тонкозернистыми слюдистыми песками, с ясной слоистостью, в которых встречаются и линзы косослоистого материала мощностью в среднем 10—15 м.

### Климат
Территория входит в северо-западную подобласть атлантико-континентальной лесной климатической области умеренного пояса. Умеренно континентальный климат характеризуется прохладным летом и умеренно морозной зимой. Средняя температура июля составляет 17,7 °C, средняя температура января — 10,4 °C. За год выпадает в среднем 580 мм осадков, преимущественно в тёплое время года. Безморозный период продолжается в среднем 120 дней. Устойчивый снежный покров лежит с ноября по март, средняя высота его на открытых местах составляет 35 см, в лесу — до 50 см, а в многоснежные зимы достигает соответственно 70 и 100 см.
Сплошной ледовый покров держится на водохранилище с ноября по март. Образование большого открытого водоёма оказало существенное влияние на климат побережий. Ветры стали более сильными и частыми. Особенно сильные штормы бывают на водохранилище в конце лета и осенью. Преобладают ветры западного, юго-западного и северо-западного направлений. Весной водоём оказывает охлаждающее влияние на окружающие территории, вследствие чего происходит запаздывание весны. Осенью большая масса нагревшейся за лето воды отепляюще влияет на побережья, удлиняя безморозный период. Осенью на водохранилище и его берегах нередки густые туманы.

### Гидрография
Плоский рельеф территории поселения слабо расчленён негустой гидрологической сетью. Среди болотных массивов находятся множество небольших озёр.
Наиболее крупная река в поселении — Сить, впадает в Рыбинское водохранилище, до создания которого была притоком реки Мологи; длина — 159 км, площадь бассейна — 1900 км², расход воды — 13,4 м³/сек; вскрывается в апреле, ледостав во второй половине ноября. Крупнейшие притоки — Болотея и Верекса (левые). Исток Сити в отрогах Бежецкого верха. Протекает по равнинной, лесной, малонаселённой местности. Ширина реки в верховьях 5-10 метров, в среднем течении около 30-40 метров, возле устья ширина увеличивается почти до полутора километров из-за подпора Рыбинского водохранилища. Скорость течения небольшая. В устье реки расположено село Брейтово. Нижнее течение Сити популярно в качестве места для отдыха и рыбалки — по берегам большое количество турбаз и домов отдыха.
Рыбинское водохранилище, созданное в 1941—1947 годах, — один из самых крупных искусственных водоёмов России, Европы и мира.

### Растительность
Современный период характеризуется преобладанием на территории сосновых лесов. Сосна лучше переносит заболачивание, поэтому с ростом торфяников и заболачиванием новых лесных площадей происходит замещение еловых лесов сосновыми. Определённое влияние на увеличение площади сосняков имели и пирогенные сукцессии антропогенного происхождения, поскольку подсечно-огневое земледелие существовало здесь до начала XX века. В настоящее время в связи с многолетним отсутствием лесных пожаров под пологом сосновых насаждений на суходолах вновь происходит формирование еловых древостоев.
Прибрежная часть водохранилища представляет собой уникальное образование. Это зона временного затопления, периодически подвергающаяся ему в зависимости от уровня водохранилища. Леса, кроме хозяйственно ценных хвойных лесов и пойменных дубрав, не вырубались и были затоплены. Достаточно долгое время прибрежная часть представляла собой погибающие старые сухостойные затопленные леса. Ширина полосы затопленных лесов достигала 3—5 км. В настоящее время прибрежная территория полностью очистилась от этих лесов и приняла совершенно иной облик. Верхний пояс зоны временного затопления занят зарослями ивы и канареечника. Всё большие площади занимает тростник, ставший фоновым видом на всем пространстве зоны затопления. Прибрежная часть водохранилища по своему облику всё более приближается к озерной пойме.
Совершенно особые природные условия сформировались на всплывших торфяных островах — уникальных образованиях, свойственных только равнинным водохранилищам, возникающим при затоплении болотных массивов. Наиболее крупные торфяные острова на Рыбинском водохранилище расположены по оси затопленного водораздела вблизи самой юго-восточной оконечности полуострова. Это острова Центрального мыса, массив которых достигает в диаметре 10—12 км. Сохранившиеся до настоящего времени всплывшие острова заякорены на мелях, на пнях затопленного леса, они также удерживаются расслоившимися под водой пластами затопленного торфа. Вследствие этого острова не дрейфуют по водохранилищу, совершая лишь вертикальные перемещения в соответствии с колебаниями уровня водоёма.
Некоторые пласты торфяной залежи всплыли сразу же после затопления, до настоящего времени сохранив растительность, свойственную верховым сфагновым болотам. На таких островах до сих пор растут кассандра, клюква, подбел и другие болотные растения. Однако большая часть торфяных островов всплывала в течение нескольких лет после затопления в виде чёрной мёртвой торфяной жижи. Постепенно поверхность торфа подсыхала и укреплялась, на ней поселялись пионерные растительные сообщества, сменявшиеся зарослями тростника, ивы, а на некоторых островах и берёзы. Прибрежная зона островов укрепляется за счёт прибитого к ним плавника, образовавшегося из выпавших стволов затопленного леса. Промежутки между мёртвыми древесными стволами забивает перемытая водой торфяная крошка, высокие тёмно-бурые валы которой намывают в прибрежной зоне волны. Армированный древесными стволами торф постепенно уплотняется, на нём разрастаются кусты ивняка, ещё более укрепляющего торф своими мочковатыми корнями. На некоторых участках до сих пор происходит всплытие новых торфяных островов.

## История
Брейтовское сельское поселение образовано 1 января 2005 года в соответствии с законом Ярославской области № 65-з от 21 декабря 2004 года «О наименованиях, границах и статусе муниципальных образований Ярославской области». Границы Брейтовского сельского поселения установлены в административных границах Брейтовского, Покрово-Ситского и Ульяновского сельских округов.

## Население
| 2007  | 2010  | 2011  | 2012  | 2013  | 2014  | 2015  |
| ----- | ----- | ----- | ----- | ----- | ----- | ----- |
| 5342  | ↘4596 | ↘4582 | ↘4545 | ↘4477 | ↘4344 | ↘4262 |
| 2016  | 2017  | 2018  | 2019  | 2020  | 2021  |       |
| ↘4152 | ↘4056 | ↘3916 | ↘3824 | ↘3747 | ↗3873 |       |

## Состав сельского поселения
В состав сельского поселения (образованного в границах 3 сельских округов: Брейтовского, Покрово-Ситского и Ульяновского) входят 74 населённых пункта. 
| №  | Населённый пункт   | Тип населённого пункта       | Население | Сельский округ  |
| -- | ------------------ | ---------------------------- | --------- | --------------- |
| 1  | Аргуны             | деревня                      | →0        | Брейтовский     |
| 2  | Балобаново         | деревня                      | ↗8        | Покрово-Ситский |
| 3  | Берелево           | деревня                      | ↘4        | Брейтовский     |
| 4  | Бобровник          | деревня                      | ↘4        | Покрово-Ситский |
| 5  | Большая Новинка    | деревня                      | ↘10       | Ульяновский     |
| 6  | Браниха            | деревня                      | ↘4        | Ульяновский     |
| 7  | Брейтово           | село, административный центр | ↘3308     | Брейтовский     |
| 8  | Бреньково          | деревня                      | ↘27       | Брейтовский     |
| 9  | Буянка             | деревня                      | →0        | Брейтовский     |
| 10 | Воронец            | деревня                      | →2        | Покрово-Ситский |
| 11 | Высоково           | деревня                      | ↘13       | Покрово-Ситский |
| 12 | Вышка              | деревня                      | ↘0        | Покрово-Ситский |
| 13 | Вышка              | посёлок                      | ↗19       | Покрово-Ситский |
| 14 | Гаврильцево        | деревня                      | ↘0        | Ульяновский     |
| 15 | Глинник            | деревня                      | ↘0        | Ульяновский     |
| 16 | Городища           | деревня                      | →0        | Ульяновский     |
| 17 | Гребенино          | деревня                      | ↘0        | Ульяновский     |
| 18 | Губино             | деревня                      | →0        | Покрово-Ситский |
| 19 | Дуброво-Базыки     | деревня                      | ↗8        | Покрово-Ситский |
| 20 | Дуденево           | деревня                      | ↘51       | Брейтовский     |
| 21 | Дурасово           | деревня                      | ↘33       | Брейтовский     |
| 22 | Захарино           | деревня                      | ↘8        | Брейтовский     |
| 23 | Змазнево           | деревня                      | →2        | Ульяновский     |
| 24 | Ивановка           | деревня                      | →0        | Брейтовский     |
| 25 | Игнатово           | деревня                      | ↘9        | Ульяновский     |
| 26 | Ключики            | деревня                      | →9        | Ульяновский     |
| 27 | Княгинино          | деревня                      | ↘21       | Покрово-Ситский |
| 28 | Копань             | деревня                      | ↘30       | Ульяновский     |
| 29 | Коростель          | деревня                      | ↘41       | Покрово-Ситский |
| 30 | Красково           | деревня                      | ↘11       | Ульяновский     |
| 31 | Крутец             | деревня                      | →0        | Брейтовский     |
| 32 | Логинцево          | деревня                      | ↘68       | Брейтовский     |
| 33 | Лопатино           | деревня                      | ↘22       | Брейтовский     |
| 34 | Малая Новинка      | деревня                      | ↘17       | Ульяновский     |
| 35 | Манилово           | деревня                      | ↗15       | Брейтовский     |
| 36 | Медведково         | деревня                      | →0        | Брейтовский     |
| 37 | Минюшино           | деревня                      | ↘13       | Покрово-Ситский |
| 38 | Михайловское       | деревня                      | ↘7        | Покрово-Ситский |
| 39 | Михалево           | деревня                      | →0        | Ульяновский     |
| 40 | Михальково         | деревня                      | ↘74       | Брейтовский     |
| 41 | Мясниково          | деревня                      | ↘1        | Ульяновский     |
| 42 | Набережная         | деревня                      | ↘15       | Брейтовский     |
| 43 | Назариха           | деревня                      | ↘4        | Ульяновский     |
| 44 | Нечесово           | деревня                      | ↗42       | Брейтовский     |
| 45 | Нивищи             | деревня                      | →0        | Покрово-Ситский |
| 46 | Никитинское        | деревня                      | ↘6        | Ульяновский     |
| 47 | Никулино           | деревня                      | ↘1        | Брейтовский     |
| 48 | Новинка            | деревня                      | ↘106      | Брейтовский     |
| 49 | Новое Мерзлеево    | деревня                      | ↗39       | Покрово-Ситский |
| 50 | Новый              | посёлок                      | →0        | Ульяновский     |
| 51 | Новый Покровок     | деревня                      | ↘3        | Брейтовский     |
| 52 | Ножовники          | деревня                      | ↘20       | Брейтовский     |
| 53 | Носова             | деревня                      | ↘46       | Брейтовский     |
| 54 | Обухово            | деревня                      | →7        | Ульяновский     |
| 55 | Овинчищи           | деревня                      | ↘6        | Покрово-Ситский |
| 56 | Патрюшино          | деревня                      | ↘0        | Ульяновский     |
| 57 | Покровское на Сити | село                         | ↘95       | Покрово-Ситский |
| 58 | Рысье              | деревня                      | ↘4        | Ульяновский     |
| 59 | Семеновка          | деревня                      | ↘17       | Ульяновский     |
| 60 | Семеновское        | село                         | →0        | Покрово-Ситский |
| 61 | Соколы             | деревня                      | ↘11       | Ульяновский     |
| 62 | Старое Мерзлеево   | деревня                      | ↘4        | Покрово-Ситский |
| 63 | Сторожево          | деревня                      | ↘6        | Покрово-Ситский |
| 64 | Строково           | деревня                      | ↘10       | Ульяновский     |
| 65 | Сущева             | деревня                      | ↗13       | Брейтовский     |
| 66 | Торонково          | деревня                      | ↗13       | Покрово-Ситский |
| 67 | Трухино            | деревня                      | ↘18       | Брейтовский     |
| 68 | Турбаново          | деревня                      | →2        | Покрово-Ситский |
| 69 | Тынково            | деревня                      | →0        | Брейтовский     |
| 70 | Ульяниха           | деревня                      | ↘232      | Ульяновский     |
| 71 | Федорково          | деревня                      | →0        | Брейтовский     |
| 72 | Халево             | деревня                      | ↘2        | Ульяновский     |
| 73 | Цыбыцино           | деревня                      | ↘23       | Покрово-Ситский |
| 74 | Яковлевское        | деревня                      | ↘12       | Покрово-Ситский |

Законом Ярославской области от 12 ноября 2019 года были упразднены деревни Малиновка и Ревятино Ульяновского сельского округа.

## Транспорт
Транспортная инфраструктура поселения в целом находится в удовлетворительном состоянии, но отсутствуют железная дорога и постоянные маршрутные автобусы от крупных населённых пунктов, таких как Ярославль и Москва.
Через сельское поселение, в том числе село Брейтово, с юга на север около водохранилища проходит автомобильная дорога Шестихино — Весьегонск, соединяющая поселение с внешним миром.
В Брейтово расположены пристань, речной вокзал и причал. Сезонное движение водным транспортом.

## Инженерная инфраструктура
В целом инженерная инфраструктура находится в удовлетворительном состоянии. Основной проблемой является состояние теплоснабжения. Оборудование центральной котельной морально и физически устарело.

## Социальная сфера
Суммарная общая площадь жилого фонда поселения на 2008 год составляет порядка 118 тыс. м², в том числе в Брейтово — 68 тыс. м². Средняя обеспеченность населения общей площадью — 21,7 м²/чел. в том числе в Брейтово — 18,3 м²/чел. Ветхий и аварийный жилой фонд составляет 4,8 % общего объёма жилья, причём, в большинстве случаев, в сельской местности количество ветхого и аварийного жилья больше, чем в Брейтово. Ветхий фонд составляет 3,6 % от общего жилого фонда Брейтовского сельского поселения.
Детские сады комбинированного вида «Улыбка» и общеразвивающего вида «Колокольчик» в Брейтово. Брейтовская и Покрово-Ситская средние общеобразовательные школы. Центр дополнительного образования детей в Брейтово.
В сельском поселении 19 учреждений торговли и общественного питания, из них 15 в Брейтово.

## Дарвинский природный заповедник
Дарвинский государственный природный биосферный заповедник — особо охраняемая природная территория в России. Расположен на территориях Череповецкого района Вологодской области и Брейтовского района Ярославской области. Был организован 18 июля 1945 года специально для изучения изменений в дикой природе после постройки Рыбинской ГЭС и образования Рыбинского водохранилища в 1941 году. Заповедные земли расположены на большом полуострове на северо-западном берегу Рыбинского водохранилища. Площадь заповедника более 112 тысяч га, из которых 67 тысяч приходится на долю суши, а остальное — на прибрежные воды.
Хорошо прогреваемые мелководья густо заросли влаголюбивой и водной растительностью: осоками, ситником, рогозом, полевицей, частухой, ежеголовником, гречишкой земноводной, рдестами, урутью, роголистником и другими. Большая часть суши заповедника покрыта сосновыми лесами. Эти угодья богаты ценными ягодами: клюквой, морошкой, голубикой.
В заповеднике обитают звери и птицы, характерные для Ярославской области. Здесь встречаются: куница, горностай, белка, выдра, волк, барсук, лисица, лось, заяц. Много в заповеднике медведей и кабанов. В лесных чащах гнездятся филины, глухари, тетерева, большой подорлик, чёрный коршун, тетеревятник, перепелятник и ряд мелких соколков. В заповеднике наблюдаются наибольшие плотности орлана-белохвоста и скопы.

## Памятники истории и культуры
Архитектура:
- Церковь Николая Чудотворца 1794 года в селе Захарино; используется как склад.
- Ансамбль церкви Покрова 1808 года в селе Покровское на Сити; не используется.
- Церковно-приходская школа первой половины XIX века; не используется.
- Церковь Архистратига Михаила 1806 года в селе Семеновское; не используется[2].

Археология: на территории поселения расположены городище, 3 селищ, 9 курганных групп.

## Средства массовой информации
Газета «Брейтовские новости».